# Scroll Lock
Scroll Lock é uma tecla presente na maioria dos teclados modernos. O seu comportamento depende do software que está em uso.
A tecla foi criada pela IBM, e seu propósito era modificar a função das teclas direcionais. Quando o Scroll Lock estava ligado, as teclas direcionais rolavam os conteúdos de uma tela em modo texto sem mover o cursor, como o usual. Desta forma, Scroll Lock tem uma função similar às teclas Num Lock e Caps Lock, isto é, habilita uma função secundária para um grupo de teclas.
Atualmente, poucos programas modernos ainda utilizam o Scroll Lock, como o Microsoft Excel, que rola a tela sem modificar a célula quando o Scroll Lock está ligado facilitando sua visualização ao redor da tela.